# Assassin’s Creed Mirage
Assassin’s Creed Mirage – przygodowa gra akcji wyprodukowana przez Ubisoft Bordeaux, wydana przez Ubisoft 5 października 2023 na platformach Microsoft Windows, PlayStation 4, PlayStation 5, Xbox One i Xbox Series X/S. Jest trzynastą odsłoną głównej serii Assassin’s Creed, stanowiącą prequel Assassin’s Creed Valhalli z 2020 roku pod względem wydarzeń z przeszłości oraz jej kontynuację w spajającym całą serię wątku współczesnym. Akcja gry osadzona jest w dziewięciowiecznym Bagdadzie podczas złotego wieku islamu i przedstawia losy Basima ibn Is’haqa – ulicznego złodzieja, który przyłącza się do bractwa ukrytych, organizacji walczącej o pokój i wolność i przeciwstawiającej się dążącemu do kontrolowania ludzkości zakonowi starożytnych.
Pierwotnie Mirage powstawał jako dodatek do Valhalli, w późniejszym czasie projekt rozbudowano do rozmiarów samodzielnej gry. Jest to pierwsza część serii wyprodukowana przez Ubisoft Bordeaux, wcześniej będące studiem pomocniczym; projektując Mirage twórcom przyświecała filozofia, żeby odsłona ta stanowiła powrót do korzeni, z rozgrywką nastawioną w większym stopniu na ukrywanie się, parkour i skrytobójstwa, a mniej na elementy gry fabularnej, wprowadzone w trzech wcześniejszych częściach. Odsłona charakteryzuje się mniejszą skalą niż poprzedniczki, przywracając niektóre elementy rozgrywki obecne w pierwszych częściach serii.
Po premierze gra spotkała się w większości z pozytywnym przyjęciem ze strony recenzentów, chwalących projekt świata i nacisk położony na skradanie się, krytykujących jednak przesadnie uproszczoną fabułę i niektóre elementy rozgrywki.

## Opis

### Świat gry i postacie

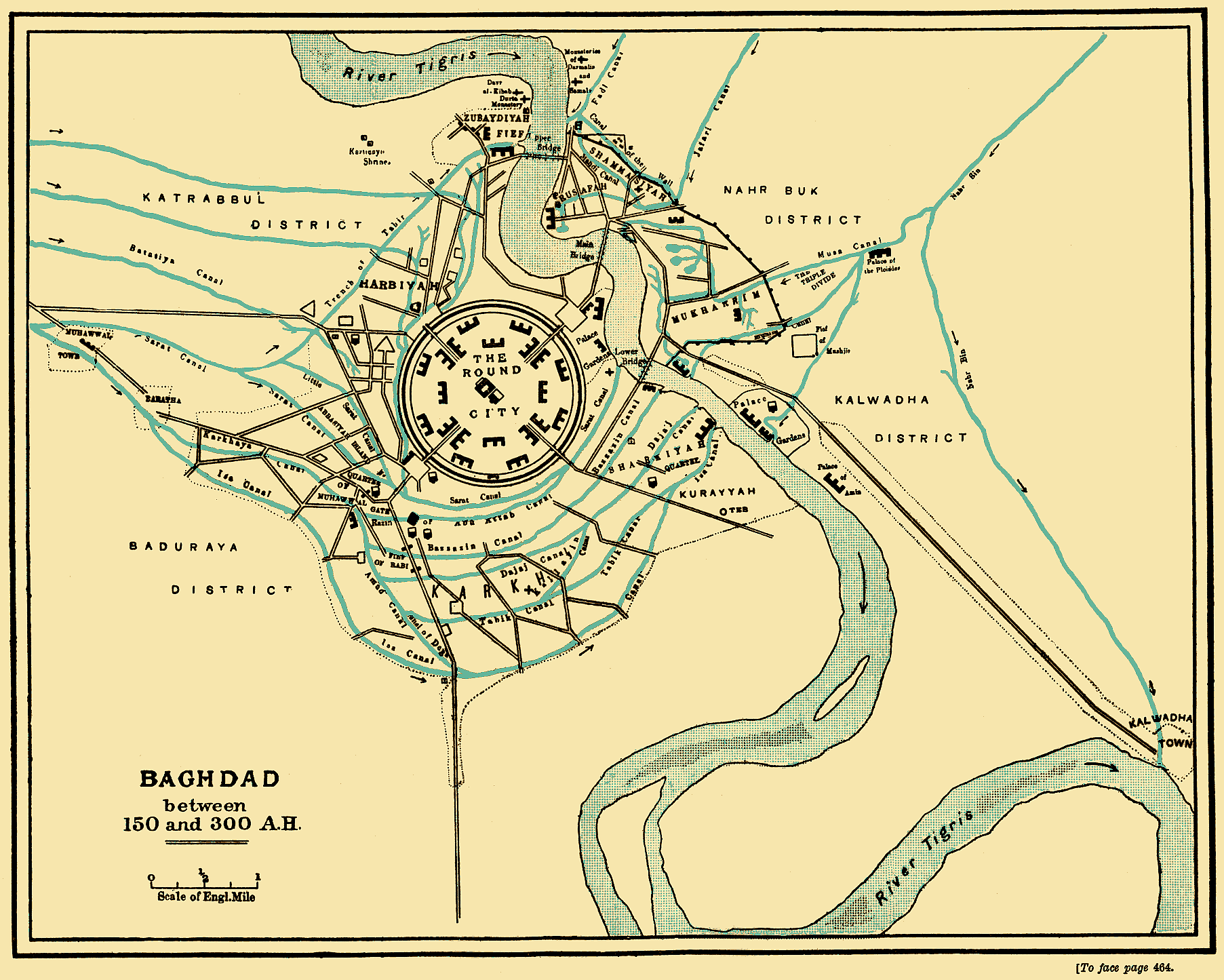
Mapa Bagdadu z okresu wczesnoabbasydzkiego (767–913), w którym rozgrywa się akcja gry

Akcja Assassin’s Creed Mirage osadzona jest w Bagdadzie podczas złotego wieku islamu, konkretnie w czasach anarchii w Samarze – wyjątkowo niespokojnego okresu za rządów kalifatu Abbasydów. Fabuła rozgrywa się przed wydarzeniami z Assassin’s Creed Valhalli i przedstawia losy debiutującego w poprzedniej odsłonie Basima ibn Is’haqa (Lee Majdoub), który pod okiem swojej mentorki – Roshan bint-la’Ahad (Shohreh Aghdashloo) – przemienia się z ulicznego złodzieja w członka bractwa ukrytych. Wspiera go w tym m.in. jego przyjaciółka z dzieciństwa Nehal (Jan Kamar). Podobnie jak w poprzednich odsłonach serii, w Mirage’u pojawia się szereg postaci historycznych, w tym m.in. przywódca powstania Zandż Ali ibn Muhammad (Aladeen Tawfeek); bracia Banū Mūsā, uczeni i wynalazcy; Muhammad ibn Tahir, ostatni tahirydzki zarządca Chorasanu i Bagdadu; kalif al-Mu’tazz (Abū ‘Abd Allāh Muḥammad ibn Dża’far) i jego matka Qabiha, jak również pisarz al-Dżahiz i śpiewaczka Arib al-Ma’munijja.

### Fabuła
Źródło: AFK Gaming, Digital Trends, High on Cinema, IGN
Rok 861. Basim, młody uliczny złodziej mieszkający w Anbarze ze swoją przyjaciółką Nehal, nawiedzany jest przez koszmary o przerażającym dżinnie. Aspiracją Basima jest przyłączenie się do ukrytych, zostaje jednak odrzucony przez mistrzynię bractwa, Roshan. Chcąc dowieść swoich umiejętności, wraz z Nehal zakrada się do pałacu kalifa, żeby ukraść zawartość skrzyni, który chcą zdobyć i ukryci, i zakon starożytnych. W skrzyni znajduje artefakt w kształcie dysku, który wyświetla holograficzną wiadomość. Basim zostaje przyłapany przez kalifa al-Mutawakkila, którego Nehal zabija, żeby uratować przyjaciela.
Straż pałacowa w ramach zemsty morduje wszystkich złodziei w mieście, w tym przyjaciół Basima, za co ten obwinia za to Nehal i rozstaje się z nią w gniewie. Udaje mu się uciec z miasta z pomocą Roshan, która prowadzi go do fortecy ukrytych w Alamucie. Po latach szkolenia Basim zostaje przyjęty w szeregi bractwa. Po przejściu inicjacji wraz ze swoją mentorką otrzymuje misję udania się do Bagdadu, w którym starożytni zdobywają coraz większe wpływy.
W mieście dowiadują się, że zakon przeniknął do najwyższych struktur kalifatu, sam kalif jest jego marionetką, a członkowie kultu wykorzystują zasoby i mieszkańców miasta, żeby zdobyć artefakty Isu. Basim stopniowo odkrywa tożsamość kolejnych członków zakonu i eliminuje ich. Godzi się również z Nehal, która przekonuje go, żeby zainteresował się artefaktami, wierząc, że oboje są z nimi w jakiś sposób powiązani. Ostatecznie udaje mu się skonfrontować z przywódczynią zakonu, Qabihą, twierdzącą, że odpowiedzi na dręczące go pytania znajdzie w świątyni pod Alamutem. Próbuje przekonać go, żeby towarzyszył jej do świątyni, ale zostaje zabita przez Roshan, która zabrania Basimowi dalszych poszukiwań.
Basim ignoruje zakaz mentorki i wraz z Nehal wyrusza do Alamutu. Na miejscu okazuje się, że twierdza atakowana jest przez siły zakonu; Basim ratuje wielu ukrytych i zachęca ich do walki, podczas gdy on przekonuje mistrza Rayhana, że moc świątyni można wykorzystać do powstrzymania starożytnych raz na zawsze. Próbuje powstrzymać go Roshan, wyjawiająca, że zna jego prawdziwą naturę i obawia się, że to, co przebudzi w świątyni, może doprowadzić do upadku ukrytych. Basim pokonuje ją, ale daruje jej życie. W świątyni znajduje więcej artefaktów w kształcie dysków i kapsułę stazy, dzięki której uświadamia sobie, że Nehal nigdy nie istniała – tak ona, jak i dżinn były przejawami jego wypartych wspomnień jako Isu Loki. Postanawia zaakceptować swoją naturę zreinkarnowanego Isu, łączy się z Nehal i odzyskuje wspomnienia.
Po powrocie ze świątyni Basim zostaje przyjęty z powrotem w szeregi ukrytych, a Roshan opuszcza bractwo na znak protestu. Basim – w pełni świadomy tego, że jest Lokim, który odrodził się w nowym świecie – zaczyna oczekiwać na spotkanie z odpowiedzialnymi za uwięzienie go.

## Rozgrywka
Assassin’s Creed Mirage jest przygodową grą akcji z elementami skradanki, w zamyśle twórców mającą przypominać starsze odsłony serii – bardziej liniowe i skoncentrowane na opowiadaniu historii, ograniczające elementy gry fabularnej obecne w najnowszych częściach. Trzon rozgrywki stanowią parkour, walka w zwarciu i skradanie się. W zadaniach polegających na zlikwidowaniu kluczowych przeciwników Mirage korzysta z projektu „czarnej skrzynki” obecnego w Unity i Syndicate, pozwalającego graczowi na zbadanie okolicy, żeby znaleźć alternatywne, bardziej wyrafinowane sposoby na wyeliminowanie celów.
Akcja rozgrywa się głównie w Bagdadzie, podzielonym na cztery dzielnice – Koliste Miasto, Karch, Abbasijję z Domem Mądrości i Harbijję. Postać odwiedza również kilka mniejszych miasteczek na obrzeżach Bagdadu, takich jak chociażby Anbar, a w ramach misji fabularnych także fortecę Alamut, główną siedzibę ukrytych. Świat gry jest mniejszy niż w poprzednich trzech odsłonach serii – Bagdad wielkością odpowiada mniej więcej Paryżowi z Unity i Konstantynopolowi z Revelations.
Podobnie jak asasyni z poprzednich odsłon, Basim ma do swojej dyspozycji arsenał broni i narzędzi, takich jak ukryte ostrze, bomby dymne, noże do rzucania i strzałki usypiające. Zarówno bronie, jak i narzędzia można ulepszać, odblokowując tym samym dodatkowe ich właściwości. Postać może korzystać ze wzroku orła, ujawniającego m.in. wrogów i skarby w pobliżu, jak również przywoływać nazwanego po postaci z mezopotamskiej mitologii orła cesarskiego Enkidu, ujawniającego przeciwników i znajdźki na większym obszarze. W odróżnieniu od poprzednich odsłon serii, w których postacie mogły przywoływać orły, w Mirage przeciwnicy w określonych miejscach wykrywają Enkidu i strzelają do niego, żeby go odstraszyć, co utrudnia rozpoznanie okolicy.
W Mirage’u wprowadzona została umiejętność „asasyńskiego skupienia”, napełniana wraz z kolejnymi skrytobójstwami, a po napełnieniu paska skupienia umożliwiająca szybkie zabójstwa. Po aktywowaniu umiejętności czas zatrzymuje się, pozwalając graczowi zaznaczyć do pięciu wrogów, których Basim szybko wyeliminuje jednego po drugim. Nowym przedmiotem, który można wykorzystać do sprawniejszego przemieszczania się, są rozsiane po całym Bagdadzie tyczki, umożliwiające szybkie przekraczanie szerokich odstępów pomiędzy dachami. Animacje poruszania się i biegania ulepszono, żeby usprawnić mobilność i płynność postaci; opracowując nowe animacje twórcy inspirowali się „samurajami, ninja, a na pewnym etapie nawet jedi”.

## Produkcja
Grę zapowiedziano oficjalnie 10 września 2022 podczas wydarzenia Ubisoft Forward. Nieoficjalne doniesienia o niej – wtedy jeszcze pod nazwą kodową Rift – pojawiały się już wcześniej. Wraz z zapowiedzią Mirage’u Ubisoft potwierdził, że początkowo planowany był on jako rozszerzenie do Valhalli, ostatecznie jednak rozbudowano go do rozmiarów samodzielnej gry. Całość scharakteryzowano jako mniejszą produkcję, której ukończenie zajmie około 15–20 godzin, jak w przypadku starszych odsłon cyklu. Powstała w ramach uczczenia piętnastolecia marki, z wykorzystaniem technologii użytych przy Valhalli do opracowania gry oddającej hołd pierwszemu Assassin’s Creed. 4 czerwca 2023 poinformowano, że Mirage jako pierwsza gra z serii udostępniona zostanie z arabskim dubbingiem, a głosu Basimowi użyczy w tej wersji jordański aktor Ejad Nassar.
W grze zawarto tryb edukacyjny Historia Bagdadu, w którym postać może odwiedzić sześćdziesiąt sześć historycznych miejsc i przeczytać ich historię. Tryb jest zintegrowany z główną grą, podobnie jak baza danych w poprzednich częściach serii. Do zilustrowania dziewięciowiecznej kultury abbasydzkiej wykorzystano fotografie przedmiotów ze zbiorów Khalili Collections, Davids Samling, Doris Duke Foundation for Islamic Art i Institut du Monde Arabe. Wpisy napisane zostały przez specjalistów z zakresu sztuki islamskiej, a dofinansowane zostały przez brytyjską Economic and Social Research Council i charytatywną organizację Barakat Trust. Ponieważ historyczny Bagdad został zniszczony przez imperium mongolskie w 1258, twórcy opierali się wyłącznie na zachowanych mapach i zapiskach z IX wieku. Te wspominają jednak tylko o istnieniu jakiegoś miejsca, nie podając, gdzie się znajdowały i nie zawsze precyzując, czym były – twórcy jako przykład wymieniają Dom Mądrości, który mógł być zarówno budynkiem, jak w grze, jak i całą dzielnicą. Miasto zaprojektowano w taki sposób, żeby sprawiało wrażenie realistycznego i logicznie zaplanowanego.
Mirage wspiera obsługę haptycznej kamizelki zaprojektowanej przez firmę Owo – bezprzewodowego stroju do grania rejestrującego ruchy rąk i górnej części ciała.

## Dystrybucja
Początkowo gra ukazać miała się 12 października 2023, ostatecznie premierę przyspieszono na 5 października 2023. Ukazała się na platformach PlayStation 4, PlayStation 5, Windows, Xboksa One, Xboksa Series X/S oraz w usłudze grania w chmurze Amazon Luna. W dniu premiery udostępniona została w ramach abonamentu Ubisoft+.  6 czerwca 2024 roku gra ukazała się na urządzeniach mobilnych, pracujących pod kontrolą systemów iOS i iPadOS.
Niedługo po zapowiedzi gry pojawiła się informacja, że amerykańska Entertainment Software Rating Board przyznała Mirage kategorię wiekową „adults only” (tylko dla dorosłych), co ograniczyłoby liczbę sklepów, które sprzedawałyby ją w Stanach Zjednoczonych. Informacja ta podyktowana była ujawnioną przedwcześnie w Xbox Store kartą produktu wskazującą, że w grze znaleźć ma się „rzeczywisty hazard”. Ubisoft zdementował doniesienia, informując, że w Mirage’u nie będzie obecny ani rzeczywisty hazard, ani skrzynki z losową zawartością.

### Zawartość dodatkowa
Gracze, którzy zakupili Mirage w przedsprzedaży, otrzymali dodatkową misję Czterdziestu rozbójników, inspirowaną baśnią z Tysiąca i jednej nocy o Ali Babie. Edycja deluxe zawiera dodatkowe wyposażenie – broń, odzienie i skórki dla wierzchowca oraz orła – inspirowane serią Prince of Persia, dostępne również osobno w sprzedaży, oraz ścieżkę dźwiękową i cyfrowy artbook. Reżyser Stéphane Boudon zapowiedział w lipcu 2023, że Ubisoft nie planuje dla gry żadnej popremierowej zawartości do pobrania. W sierpniu 2023 firma ogłosiła, że w grze pojawią się mikropłatności z przedmiotami kosmetycznymi.

## Odbiór
W agregatorze recenzji Metacritic Assassin’s Creed Mirage uzyskała średnią ocen wynoszącą 76/100 w wersji na komputery osobiste, 77/100 w wersji na PlayStation 5 i 78/100 w wersji na Xboksa Series X/S.
Gra otrzymała w większości pozytywne oceny recenzentów. Jarrett Green z portalu IGN przyznał grze ocenę 8/10, zachwalając rozbudowany system skradania i znaczenie drzewka umiejętności, jednocześnie narzekając na niezbyt interesującą fabułę. Julian Benson reprezentujący „The Guardian” wystawił ocenę 4/5, pozytywnie patrząc na mniejszy rozmach, negatywnie zaś oceniając brak systemu moralności. Jan Tracz z portalu Gry-Online wystawił ocenę 5,5/10, chwaląc sztuczną inteligencję przeciwników i budowę lokalizacji, krytykując natomiast nudne postacie i nieintuicyjny tryb walki, nazywając też Mirage „najgorszą częścią serii”. Krystian Smoszna w zwieńczonej oceną 6/10 recenzji opublikowanej na łamach internetowej wersji „CD-Action” stwierdził, że jest to „najgorszy Asasyn od lat”, chwaląc ładnie zaprojektowane miasto i poprawki w systemie przemieszczania się, krytykując jednak m.in. nieinteresujące fabułę, dialogi i postacie. Sam Loveridge z GamesRadar+ chwaliła miasto, znacznie bardziej zaludnione niż w ostatnich odsłonach, ze „straganami pełnymi kupców, z handlarzami mówiącymi w różnych językach, z ulicami, po których ludzie przemieszczają się zbici w grupki”. Matt Miller z „Game Informera” chwalił usprawnioną mechanikę parkouru, zaś Jordan Ramée z GameSpotu ukrywanie się na widoku, śledztwa i projekt świata, krytykując jednak nieinteresujące postacie drugoplanowe i podążanie fabułą wytyczoną przez poprzednie odsłony.

### Sprzedaż
W ciągu pierwszego tygodnia od premiery Mirage w wersji na PlayStation 5 było najlepiej sprzedającą się na nośnikach fizycznych grą w Japonii, rozchodząc się w ponad 20 tys. egzemplarzy. W Polsce uplasował się na drugim miejscu sprzedaży ogólnej na wszystkich platformach i metodach dystrybucji, ustępując EA Sports FC 24.